# Ficus albert-smithii
Ficus albert-smithii là một loài thực vật thuộc họ Moraceae. Loài này có ở Brasil, Colombia, Guyana, Peru, và Venezuela.